# Ludvig VI av Hessen-Darmstadt
Ludvig VI av Hessen-Darmstadt, född 25 januari 1630, död 24 april 1678, var en tysk furste som var regerande lantgreve av Hessen-Darmstadt från 1661 till 1678.
Han var son till Georg II av Hessen-Darmstadt och Sofia Eleonora av Sachsen.

## Första giftermålet
Med Marie Elisabeth av Holstein-Gottorp (1634-1665).

### Barn
1. Georg
2. Magdalena Sibylla av Hessen-Darmstadt (1652-1712)
3. Sophie Eleonore
4. Marie Elisabeth (1656-1715)
5. Auguste Magdalene (1657-1674)
6. Ludvig VII av Hessen-Darmstadt (1658-1678)
7. Friedrich (1659-1676)
8. Sophie Marie (1661-1712)

## Andra giftermålet
Med Elisabeth Dorothea av Sachsen-Gotha-Altenburg (1640-1709)

### Barn
1. Ernst Ludvig av Hessen-Darmstadt (1667-1739)
2. Georg (1669-1705)
3. Sophie Luise (1670-1758)
4. Philipp (1671-1736)
5. Johann (1672-1673)
6. Heinrich (1674-1741)
7. Elisabeth Dorothea (1676-1721)
8. Friedrich (1677-1708)